# コーヒー酸-O-メチルトランスフェラーゼ
コーヒー酸-O-メチルトランスフェラーゼ(Caffeate O-methyltransferase、EC 2.1.1.68)は、以下の化学反応を触媒する酵素である。
S-アデノシル-L-メチオニン + 3,4-ジヒドロキシ-trans-ケイ皮酸{\displaystyle \rightleftharpoons }S-アデノシル-L-ホモシステイン + 3-メトキシ-4-ヒドロキシ-trans-ケイ皮酸
従って、この酵素の2つの基質はS-アデノシル-L-メチオニンと3,4-ジヒドロキシ-trans-ケイ皮酸（コーヒー酸）、2つの生成物はS-アデノシル-L-ホモシステインと3-メトキシ-4-ヒドロキシ-trans-ケイ皮酸（フェルラ酸）である。
この酵素は、転移酵素、特に1炭素基を転移させるメチルトランスフェラーゼのファミリーに属する。系統名は、S-アデノシル-L-メチオニン:3,4-ジヒドロキシ-trans-ケイ皮酸 3-O-メチルトランスフェラーゼ(S-adenosyl-L-methionine:3,4-dihydroxy-trans-cinnamate 3-O-methyltransferase)である。この酵素は、フェニルプロパノイド生合成に関与している。

## 構造
2007年末時点で、2つの構造が解明されている。蛋白質構造データバンクのコードは、1KYWと1KYZである。